# Piotr Moś
Piotr Moś (ur. 26 czerwca 1908 w Ostrzeszowie, zm. 23 września 1992 w Poznaniu) – polski prawnik, adwokat.

## Życiorys
Był synem Ignacego (ur. 6 lipca 1872 w Masanowie, zm. 27 kwietnia 1959 w Ostrzeszowie), młynarza, uczestnika powstania wielkopolskiego, oraz Julianny z Janiaków. W latach 1919–1927 uczęszczał do Miejskiego Gimnazjum im. Kazimierza Wielkiego w Ostrzeszowie, częściowo, wobec trudności materialnych rodziny, utrzymując się z korepetycji. W 1927, wsparty stypendium Fundacji Karola Marcinkowskiego, podjął studia na Wydziale Prawa Uniwersytetu Poznańskiego i ukończył je w 1931. Od grudnia tegoż roku odbywał aplikację sądową w Okręgu Sądu Apelacyjnego w Poznaniu, by po miesiącu rozpocząć aplikację adwokacką – najpierw w kancelarii adwokata dr. Malińskiego w Poznaniu, następnie w kancelarii adwokata dr. Gmurowskiego w Ostrowie Wielkopolskim. W 1937 zdał egzamin adwokacki i rozpoczął prywatną praktykę w Ostrowie Wielkopolskim, w krótkim czasie zdobywając szerokie uznanie i dużą klientelę, mimo konkurencji 15 adwokatów. Był także aktywny społecznie, m.in. jako prezes powiatowego Kółka Rolniczego.
Po wybuchu II wojny światowej znalazł się na Wołyniu, ale rychło powrócił do Ostrowa Wielkopolskiego; wobec grożącego aresztowania przez gestapo schronił się u rodziców w Ostrzeszowie, ale i stamtąd wyjechał w maju 1940 i przez zieloną granicę znalazł się w Generalnym Gubernatorstwie. Do stycznia 1945 pracował jako adwokat w Kielcach. Zaangażował się w tym czasie w działalność konspiracyjną; był aktywny w Stronnictwie Ludowym oraz w organizacji „Ojczyzna”, kierując jej okręgiem kieleckim. Używał pseudonimu „Kmieć”. Kancelarię kielecką prowadził przy ulicy Wesołej, w domu aresztowanego adwokata Czesława Sadowskiego, i uczynił z niej centrum życia konspiracyjnego: miejsce gromadzenia i rozdziału funduszy z warszawskiej centrali „Ojczyzny” dla rodzin wysiedlonych i aresztowanych, kolportażu prasy podziemnej, wykładów wydziału prawa kieleckiej filii Tajnego Uniwersytetu Ziem Zachodnich. Na schronienie w domu Mosia w Kielcach liczyć mogli wysiedleńcy z Wielkopolski, szczególnie z bliskich adwokatowi Ostrzeszowa i Ostrowa Wielkopolskiego, a na kompletach spotykała się młodzież gimnazjalna i licealna. Osobiste kontakty Mosia przyczyniły się do uwolnienia z więzienia niemieckiego syna pisarza Henryka Sienkiewicza, Henryka Józefa.
W lutym 1945 Moś powrócił do Ostrowa Wielkopolskiego i wznowił praktykę adwokacką. W latach 1945–1948 pełnił funkcję prezesa powiatowych struktur Polskiego Stronnictwa Ludowego (Stanisława Mikołajczyka). Był także radnym miejskim. Za działalność polityczną poddany został szykanom, w 1949 aresztowano go w czasie rozprawy w Sądzie Apelacyjnym w Poznaniu; pięć miesięcy spędził w areszcie śledczym Wojewódzkiego Urzędu Bezpieczeństwa Publicznego w Poznaniu. Od czerwca 1950 był adwokatem w Poznaniu, chociaż usiłowano go pozbawić prawa do wykonywania zawodu w czasie tzw. weryfikacji; od decyzji o skreśleniu z listy adwokatów skutecznie się odwołał. Znany był z obrony robotników w procesach po wydarzeniach Poznańskiego Czerwca 1956. Do przejścia na emeryturę w 1979 pracował w Zespole Adwokackim nr 14 w Poznaniu, szkoląc licznych aplikantów. Prowadził przede wszystkim sprawy cywilne. Cieszył się opinią człowieka „prawego, skromnego, życzliwego ludziom i pomocnego”, a także wielkim autorytetem w środowisku prawników poznańskich.
Zmarł 23 września 1992 w Poznaniu. Miał sześcioro rodzeństwa, w tym brata Ignacego. W Ostrowie Wielkopolskim znajduje się tablica pamiątkowa ku czci jego i Stanisława Mikołajczyka.